# Албрехт II (Анхалт)
Вижте пояснителната страница за други личности с името Албрехт II.
Албрехт II (на немски: Albrecht II, Fürst von Anhalt-Zerbst, * 1306, † юли 1362) от род Аскани е княз на Княжество Анхалт-Цербст от 1316 до 1362 г.
Той е големият син на княз Албрехт I († 1316) и втората му съпруга Агнес († 1329), дъщеря на маркграф Конрад от Бранденбург-Стендал.
При смъртта на баща му той е още малолетен и чичо му маркграф Валдемар от Бранденбург поема опекунството над него и брат му Валдемар I († 1368). По-късно двамата братя управляват заедно, като Валдемар I живее в Десау, а Албрехт в Цербст или Кьотен.
Двамата братя получават при изчезването на Асканите в Бранденбург (1320) влиянието над Цербст, Маркграфство Ландсберг и Пфалцграфство Саксония, а маркграфството Бранденбург е дадено от император Лудвиг IV на син му със същото име.
През 1348 г. се появява фалшивият Валдемар († 1356), върнал се от поклонение до Йерусалим, който получава от Карл IV маркграфството Бранденбург от 1348 до 1350 г. Двамата братя помагат за неговото изоблечение.

## Фамилия
Албрехт II се жени на 2 септември 1324 г. за Агнес († пр. 25 януари 1337), дъщеря на княз Вислав III фон Рюген.
Албрехт II се жени втори път на 27 януари 1337 г. за Беатрикс фон Саксония-Витенберг († сл. 26 февруари 1345 в манастир Косвиг), дъщеря на курфюрст Рудолф I от Саксония-Витенберг. С нея той има децата:
- дъщеря Юта († 1352), омъжена за граф Албрехт VII фон Барби-Мюлинген (1329 – 1358)
- Юта († 1381), омъжена 1358 г. за Буркхард III фон Ретц, бургграф на Магдебург († 1387)
- Албрехт III († 1354), княз на Анхалт-Цербст
- Рудолф († 1365), епископ на Шверин от 1364
- Йохан II (* 1341, † 1382), княз на Анхалт-Цербст, ∞ Елизабет фон Хенеберг († 1420)